# Амбелау (остров)
Амбела́у, также Амбала́у (индон. Ambelau, Ambalau) — остров в Малайском архипелаге, в группе Молуккских островов (индон. Kepulauan Maluku), в составе Индонезии. Площадь — 306 км², максимальная высота над уровнем моря — 608 м. Население (по состоянию на 2009 год) — около 9600 человек, большую часть из которых составляют коренные жители — амбелауанцы.
Находится примерно в 20 км к юго-востоку от более крупного острова Буру. Административно относится к провинции Малуку (индон. Provinsi Maluku), входит в состав округа (кабупатена) Южный Буру (индон. Kabupaten Buru Selatan). Территория острова выделена в отдельный одноимённый район (кечаматан). Административный центр района — Ваилуа (индон. Wailua), наиболее крупный населённый пункт острова.
Основной вид хозяйственной деятельности островитян — земледелие: выращиваются кукуруза, овощи, пряности. Некоторое развитие имеет рыболовство.

## Вариативность написания названия
Фонетическая особенность местных языков обуславливает редукцию и, соответственно, нечеткое звучание гласной во втором слоге названия острова (а также проживающей на нём одноимённой народности и её языка). В русской и западной картографии принято его написание через букву «е» — «Амбелау», тогда как в современных индонезийских источниках постепенно утверждается написание через «а» — «Амбалау». Именно этот вариант употребляется, в частности, в служебных документах и на официальном сайте округов Буру и Южный Буру.

## Физико-географическая характеристика

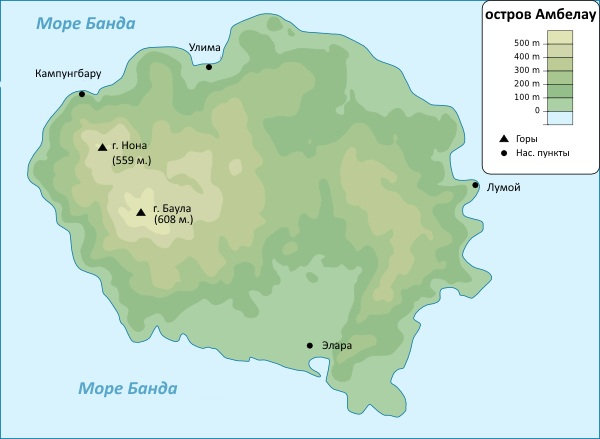
Физическая карта острова Амбелау

### Географическое положение
Остров относится к группе Молуккских островов. Находится в море Банда у южного входа в пролив Манипа на расстоянии около 20 км к юго-востоку от более крупного острова Буру. Площадь — 306 км².
Имеет форму, близкую к овальной (диаметр — около 10 км), с небольшим выступом в юго-восточной части. Береговая линия изрезана не очень значительно, имеется около десятка небольших заливов.

### Природные условия
Остров имеет вулканическое происхождение. В его геологической структуре преобладают кайнозойские осадочные породы. Рельеф в основном холмистый, равнинными являются лишь песчаные участки побережья на севере, юге и юго-востоке острова. Наиболее значительные возвышенности, холмы Баула (индон. Gunung Baula, 608 м над уровнем моря — самая высокая точка Амбелау) и Нона (индон. Gunung Nona — 559 м) находятся в западной части.
Значительная часть территории, особенно в горных районах, покрыта влажными тропическими лесами. Флора и фауна острова и окружающей его акватории отличается многообразием видов. У побережья имеются коралловые рифы.
Находится в сейсмически активной зоне. Периодически подвергается землетрясениям — последний раз в августе 2006 года.

## История
Известно, что в доколониальный период остров был достаточно плотно заселён представителями австронезийской народности — амбелауанцами, которые и в настоящее время составляют большинство здешних обитателей. В XVI—XVII веках о своей власти над этой частью Молукк заявляли правители султаната Тернате, однако речь, очевидно, шла лишь о символическом вассалитете. Проникнувшие в этот район архипелага в конце XVI века португальские колонизаторы заключили договор с Тернате о его совместном освоении, однако и их власть над местным населением была номинальной.
Попадание Амбелау в зону влияния Нидерландской Ост-Индской компании (НОИК) произошло к середине XVII века. Известно, что в 1660-е годы остров подвергался набегам папуасских пиратов, захватывавших местных жителей для продажи в рабство. Именно их систематические нападения на Амбелау побудили НОИК направить против папуасов несколько карательных экспедиций.
Основной интерес для колонизаторов представляли произраставшие здесь пряности. Однако активная хозяйственная эксплуатация маленького труднодоступного острова была сочтена ими нерентабельной: руководство НОИК решило локализовать производство пряностей на минимальной, хорошо освоенной и защищённой территории нескольких более значительных островов Молуккского архипелага. В результате ещё до конца XVII века значительная часть местных жителей была вывезена голландцами на соседний остров Буру, где эксплуатировалась на плантациях гвоздики. В административном плане Амбелау был включен в состав амбонского губернаторства, руководитель которого, размещавшийся на острове Амбон, подчинялся непосредственно генерал-губернатору Нидерландской Ост-Индии.
Существенного хозяйственного значения остров не получил и на более позднем этапе голландской колонизации, после того, как в конце XVIII века власть над современной территорией Индонезии перешла от обанкротившейся НОИК непосредственно к правительству Нидерландов. После захвата Нидерландской Ост-Индии Японией в ходе Второй мировой войны в 1942 году Амбелау вместе с остальными Молукками был отнесён к зоне оккупации 2-го флота Империи. Оккупация формально завершилась в августе 1945 года практически одновременно с провозглашением независимости Республики Индонезии. Однако правительство Республики было не в состоянии установить свою власть в столь удалённом регионе, и в начале 1946 года Нидерланды без сопротивления восстановили свой контроль над островом. Через несколько месяцев территория Амбелау наряду со всеми Молукками, Сулавеси и Малыми Зондскими островами была включена в состав квази-независимого государства Восточная Индонезия, созданного по инициативе Нидерландов, рассчитывавших превратить свои бывшие колониальные владения в Ост-Индии в зависимое федеративное образование.
В декабре 1949 года Восточная Индонезия вошла в состав Соединённых Штатов Индонезии (СШИ), учреждённых по решению индонезийско-нидерландской Гаагской конференции круглого стола. В апреле 1950 года, в преддверии вхождения большей части Восточной Индонезии в состав Республики Индонезии и прекращения существования СШИ, местные власти южной части Молукк провозгласили создание независимой от Индонезии Республики Южно-Молуккских островов (РЮМО), включившей территорию Амбелау. После неудачных попыток добиться присоединения РЮМО путём переговоров Республика Индонезия развернула в июле 1950 года против неё военные действия. К концу года вся территория этого непризнанного государства, включая Амбелау, была полностью взята под контроль индонезийскими войсками и провозглашена частью Республики Индонезии.

## Население

### Численность, расселение
Население Амбалау составляет около 9600 человек (на 2009 год), при этом бо́льшая его часть проживает в прибрежных равнинных районах. Распределение населения по административно-территориальным единицам следующее:
- Кампунгбару — население 1442 человека
- Лумой — население 950 человек (приблизительная оценка)
- Масавой — население 838 человек
- Селаси — население 1174 человека
- Сивар — население 1172 человека
- Улима — население 1407 человек
- Элара — население 2610 человек.

### Национальный состав, языки
Основную часть населения составляют коренные жители — амбелауанцы. Кроме того, на острове проживают выходцы с других Молуккских островов, острова Сулавеси (в основном — бугисы), а также яванцы (последние переселялись на остров в основном в рамках масштабных трансмиграционных программ, осуществлявшихся как голландской колониальной администрацией в 1900-е годы, так и властями независимой Индонезии в 1950—90-е годы). Средством межнационального общения служит государственный язык страны — индонезийский, им на разговорном уровне владеет значительная часть взрослого населения острова, при том, что в быту широко используются местные языки и диалекты, прежде всего — язык амбелау.

### Религиозный состав
Большая часть населения — мусульмане-сунниты, имеется некоторое количество христиан. Часть островитян сохраняет пережитки традиционных местных верований.

## Административное устройство
Территория острова относится к индонезийской провинции Малуку. До 1999 года она входила в состав округа (кабупатена) Центральный Малуку (индон. Kabupaten Maluku Tengah), затем — в состав округа Буру (индон. Kabupaten Buru), в рамках которого была выделена в отдельный одноимённый район (кечаматан). В 2008 году, после деления Буру на округа Буру и Южный Буру, вошла в состав последнего, сохранив статус района.
Делится на семь административно-территориальных единиц низшего звена, носящих название деревня (деса) или поселение (келурахан): Кампунгбару (индон. Kampung Baru), Лумой (индон. Lumoy), Масавой (индон. Masawoy), Селаси (индон. Selasi), Сивар (индон. Siwar), Улима (индон. Ulima) и Элара (индон. Elara). Их административными центрами являются одноимённые населённые пункты.

## Экономика

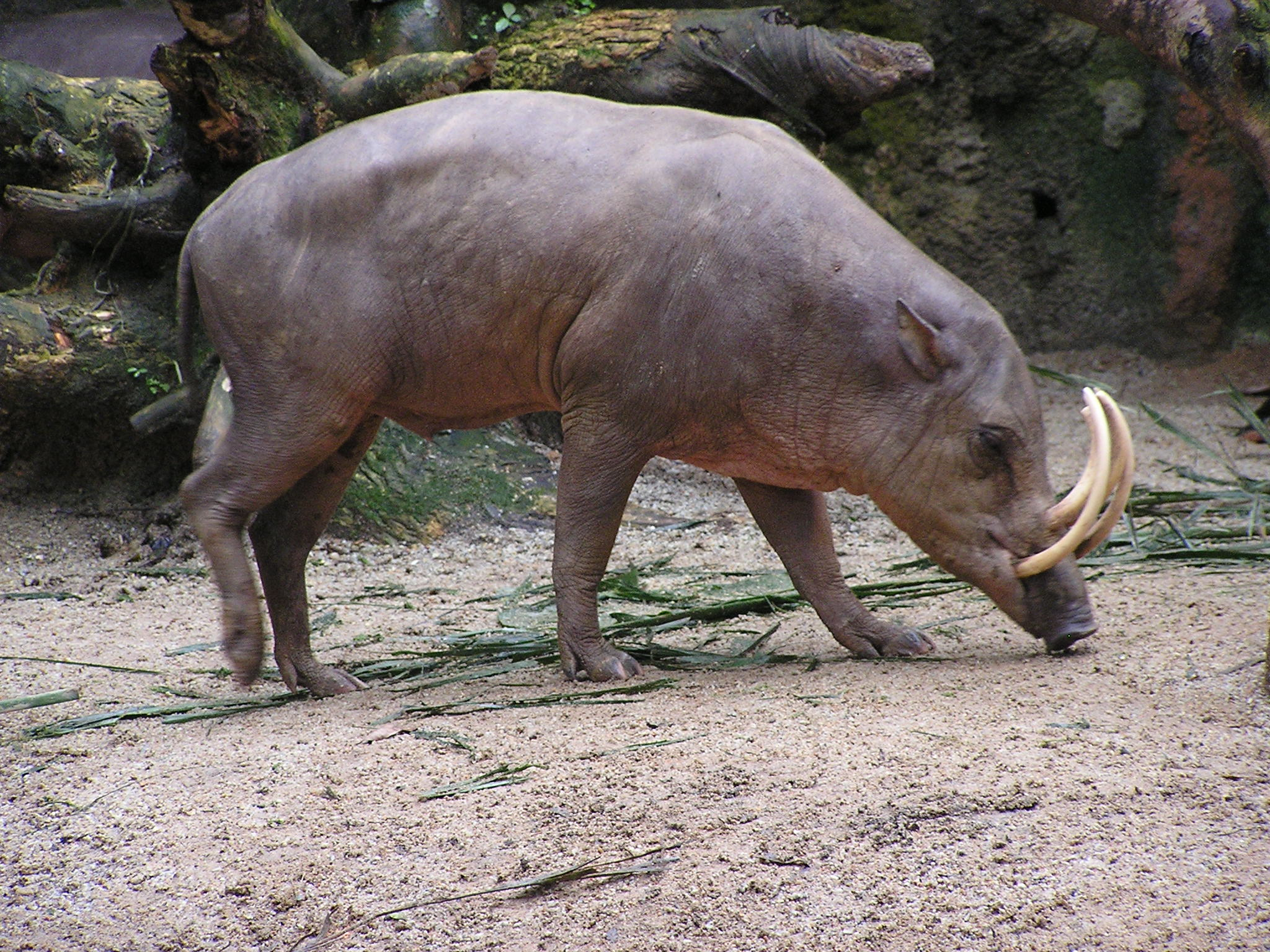
Бабирусса — главный вредитель сельского хозяйства Амбелау

Основой местной экономики является сельское хозяйство, при том, что в большинстве районов развитие земледелия — в частности, традиционное для соседних островов рисоводство — существенно осложняется в силу гористого рельефа и каменистых почв. Значимым неблагоприятным фактором является и изобилие диких свиней — бабирусс, разоряющих посевы.
На сравнительно небольших участках плодородной почвы — в основном на побережье — выращиваются кукуруза, саго, батат, какао, кокосовая пальма, а также пряности — гвоздика и мускатный орех.
Рыболовство развито в основном в деревнях Масавой и Улима, основной промысловый вид — тунец.
Часть сельскохозяйственной и продукции и рыбы поставляется на соседний Буру, главным образом на рынки города Намлеа.

## Топографические карты
- Лист карты A-52-В (Ю. П.).